# 吉比特以太网

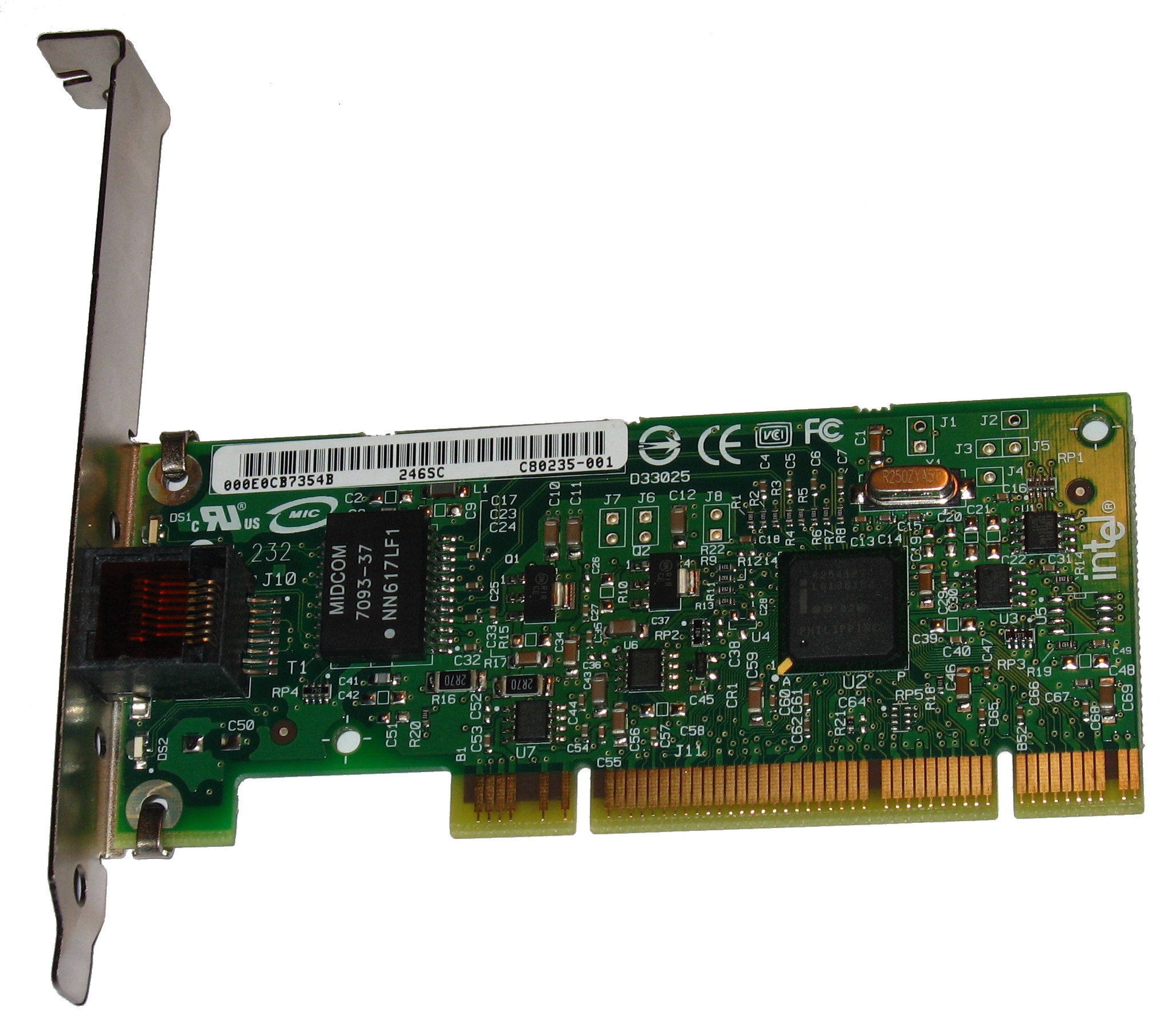
Intel Pro/1000 GT PCI网卡

吉比特以太网，或譯十億位元乙太網路（英語：GbE, Gigabit Ethernet，或1 GigE）、千兆以太网，是一个描述各种以吉比特每秒速率进行以太网帧传输技术的术语，由IEEE 802.3-2005标准定义。该标准允许通过集线器连接的半双工千兆连接，但是在市场上利用交换机的全双工连接所达到的速度才真正符合标准。

## 历史
施乐公司（Xerox）在1970年代完成对以太网的研究，今天，以太网已经演变成应用最广泛的物理层及数据链路层OSI模型协议。快速以太网（Fast Ethernet）使网速从10 Mbit/s提高到100 Mbit/s，而吉比特以太网是它的下一代技术，将网速提高到1000 Mbit/s。吉比特以太网是目前局域网络的标准，取代了旧有且速度较慢的快速以太网（Fast Ethernet）。吉比特以太网的最初标准是由IEEE于1998年6月制订的 IEEE 802.3z，802.3z 通常被称为 1000BASE-X，-X 表示 -CX、-SX 以及 -LX 或（非标准的）-ZX。
- IEEE 802.3ab 标准于1999年通过，该标准将吉比特以太网定义为利用非屏蔽双绞线（Unshielded Twist Pair）五类线缆（Category 5）或六类线缆（Category 6）进行的数据传输，并被称作1000BASE-T。在 802.3ab 标准中，吉比特以太网成为一种可以利用现有的铜缆基础设施实行的桌面技术。
- IEEE 802.3ah 标准于2004年通过，增加了两个千兆光纤标准 1000BASE-LX10（已经被厂商广泛实现）和 1000BASE-BX10，这是最后一公里计划的一部分。

起初，吉比特以太网仅被部署在高容量骨干网网络链接（例如高容量的校园网）中。2000年，苹果公司的 Power Mac G4 和 PowerBook G4 是第一个大规模生产的采用 1000BASE-T 连接的个人电脑，之后很快成为许多其他计算机的标准配置。
随着IEEE在2002年批准了一个基于光纤的标准及2006年批准了一个双绞线的标准，更快的10吉比特以太网（10 Gigabit Ethernet）标准也出现了。

## 標準
吉比特以太网共有5种不同的物理层标准，包括光纤（1000BASE-X）、双绞线（1000BASE-T）和双轴铜缆（1000BASE-CX）。
- IEEE 802.3z 标准包括 1000BASE-SX 使用多模光纤传输数据，1000BASE-LX 使用单模光纤传输数据，以及已经过时的 1000BASE-CX 使用双轴屏蔽铜缆传输数据。这些标准使用 8b/10b 编码，也就是具有 1250Mbit/s 的原始线路速率，和 1000Mbit/s 的实际线路速率，确保直流平衡的信号，然后使用不归零编码（NRZ）发送信号。
- IEEE 802.3ab 标准定义广泛使用的 1000BASE-T 接口类型，允许使用双绞线进行传输，使用不同的编码方案以确保误码率尽可能地低。
- IEEE 802.3ap 标准定义了以太网以不同的速率在电气背板的传输。
- 1000BASE-LX10 和 -BX10 为以太网最后一公里计划的一部分。

| 名称          | 介质                                                                   | 最大可传输距离                          |
| ------------- | ---------------------------------------------------------------------- | --------------------------------------- |
| 1000BASE-CX   | 双轴屏蔽铜缆                                                           | 25米                                    |
| 1000BASE-KX   | 背板铜缆                                                               | 1米                                     |
| 1000BASE-SX   | 多模光纤                                                               | 220米 - 550米（由光纤的直径和带宽决定） |
| 1000BASE-LX   | 多模光纤 单模光纤                                                      | 550米 5千米                             |
| 1000BASE-LX10 | 单模光纤（使用波长为1310nm的激光）                                     | 10千米                                  |
| 1000BASE-EX   | 单模光纤（使用波长为1310nm的激光）                                     | 超过40千米                              |
| 1000BASE-ZX   | 单模光纤（使用波长为1550nm的激光）                                     | 超过70千米                              |
| 1000BASE-BX10 | 单路单模光纤（下行使用波长为1490nm的激光，上行使用波长为1310nm的激光） | 10千米                                  |
| 1000BASE-T    | 双绞线（CAT-5/CAT-5e/CAT-6/CAT-7）                                     | 100米                                   |
| 1000BASE-TX   | 双绞线（CAT-6/CAT-7）                                                  | 100米                                   |

## 1000BASE-X/光纤
1000BASE-X 指通过光纤进行传输的吉比特以太网，包括 1000BASE-SX、-LX、-BX10，以及非标准的 -LH 和 -ZX。

### 1000BASE-SX
1000BASE-SX 使用多模光纤，利用850nm的紅外光（NIR）传输数据。62.5/125µm材質光纖標準的最大传输距離在220米之間，而50/125µm材質的光纖則可延伸至500米以上。通常普遍使用於大樓內部鏈接口的典型的光學力量參量：最大值為 -9.5dBm，接收器敏感度則在 -17dBm 左右。

### 1000BASE-LX
1000BASE-LX 是一个被定义在 IEEE 802.3 Clause 38 使用长波激光器（1270nm - 1355nm）作为传输介质的光纤千兆以太网标准，最大可允许的RMS噪声为4nm。1000BASE-LX 在使用10µm内芯的单模光纤时最大可传输范围达5千米，当年其也可以运行在所有类型的多模光纤中，此时最大传输距离为550米。对于链路距离大于300米时，可能需要使用特殊的调节发射插线，这可以使激光器以精确的距离发射激光，使用整个纤维芯的直径来传播激光，减少被称为差分延迟的现象，但激光将被耦合到只有少数多模光纤可用。

### 1000BASE-LX10
1000BASE-LX10 是标准化6年来第一个千兆光纤版本，最后一公里任务组中的以太网的部分。它和 1000BASE-LX 非常相似，但由于较高的光学传播质量，其实现了更长的传输距离，最多不超过1对单模光纤10千米。而在标准化之前，1000BASE-LX10 已被广泛使用。

### 1000BASE-EX
1000BASE-EX 是一个非标准但被业界公认的术语，用来指代千兆以太网传输。它与 1000BASE-LX10 非常相似但实现更长的距离，由于较高的光学传播质量（使用1310nm波长激光器），其最大可传输距离最多可以不超过1对单模光纤40千米，所以它有时也被称为长跨距LH。

### 1000BASE-BX10
1000BASE-BX10 使用单股单模光导纤维时最大可传输据距离可达10千米，其在不同的传输方向上使用不同波长的激光。下行（从网络的中心到外侧）使用1490nm波长的激光，而与之相反的上行则使用1310nm波长的激光。

### 1000BASE-ZX
1000BASE-ZX 是一个 Cisco 指定的千兆以太网通信标准。1000BASE-ZX 运行在平常的链接跨度达43.5英里（70千米）的单模光纤上。使用 Premium 单模光纤或者色散位移单模光纤链接的跨度可达62.1英里（100千米）。1000BASE-ZX 使用长波激光，1000BASE-ZX GBIC 为物理层规范。它的运行信令速率为 1250 Mbit/s，传输和接收使用 8b/10b 编码。

### 光纖
工業上使用1000BASE-X來指通過光纖的千兆以太網傳輸，其中包括1000BASE-SX，1000BASE-LX，1000BASE-LX10、1000BASE-BX10或非標準的-EX和-ZX實現。包括使用8b / 10b線路代碼的銅變體。下列表格列出常用光纖標示
| 名稱 | 規格                                 | 狀態   | 媒介                                       | 連接器類型                                                            | 收發模組          | 傳輸距離(公里) | 媒介數量 | 管道 （⇅） | 註記 |
| --- | ------------------------------------ | ------ | ------------------------------------------ | --------------------------------------------------------------------- | ----------------- | -------------- | -------- | ---------- | --- |
| 千兆以太網（GbE） - （數據速率：1000Mbit/秒-線路碼：8B / 10B × NRZ -線路速率：1.25 GBd的-全雙工（或半雙工）） |                                      |        |                                            |                                                                       |                   |                |          |            | |
| 1000BASE ‑SX                                                                                                  | 802.3z-1998 （CL38）                 | 服役中 | 光纖 770 – 860 nm                          | Straight Tip 用戶端接頭 Local接頭 Mechanical Transfer Registered Jack | SFP GBIC 直接連接 | OM1：0.275     | 2        | 1個        | |
| 1000BASE ‑SX                                                                                                  | 802.3z-1998 （CL38）                 | 服役中 | 光纖 770 – 860 nm                          | Straight Tip 用戶端接頭 Local接頭 Mechanical Transfer Registered Jack | SFP GBIC 直接連接 | OM2：0.55      | 2        | 1個        | |
| 1000BASE ‑SX                                                                                                  | 802.3z-1998 （CL38）                 | 服役中 | 光纖 770 – 860 nm                          | Straight Tip 用戶端接頭 Local接頭 Mechanical Transfer Registered Jack | SFP GBIC 直接連接 | OM3：1         | 2        | 1個        | |
| 1000BASE‑ LSX                                                                                                 | 專有（非IEEE）                       | 服役中 | 光纖 1310 nm                               | Local接頭                                                             | SFP               | OM1：2         | 2        | 1個        | 特定供應商 FP雷射收發器                                                                                     |
| 1000BASE‑ LSX                                                                                                 | 專有（非IEEE）                       | 服役中 | 光纖 1310 nm                               | Local接頭                                                             | SFP               | OM2：1         | 2        | 1個        | 特定供應商 FP雷射收發器                                                                                     |
| 1000BASE‑ LSX                                                                                                 | 專有（非IEEE）                       | 服役中 | 光纖 1310 nm                               | Local接頭                                                             | SFP               | OM4：2         | 2        | 1個        | 特定供應商 FP雷射收發器                                                                                     |
| 1000BASE ‑LX                                                                                                  | 802.3z-1998 （CL38）                 | 服役中 | 光纖 1270 – 1355 nm                        | 用戶端接頭 Local接頭                                                  | SFP GBIC 直接連接 | OM1：0.55      | 2        | 1個        | |
| 1000BASE ‑LX                                                                                                  | 802.3z-1998 （CL38）                 | 服役中 | 光纖 1270 – 1355 nm                        | 用戶端接頭 Local接頭                                                  | SFP GBIC 直接連接 | OM2：0.55      | 2        | 1個        | |
| 1000BASE ‑LX                                                                                                  | 802.3z-1998 （CL38）                 | 服役中 | 光纖 1270 – 1355 nm                        | 用戶端接頭 Local接頭                                                  | SFP GBIC 直接連接 | OM3：0.55      | 2        | 1個        | |
| 1000BASE ‑LX                                                                                                  | 802.3z-1998 （CL38）                 | 服役中 | 光纖 1270 – 1355 nm                        | 用戶端接頭 Local接頭                                                  | SFP GBIC 直接連接 | OSx：5         | 2        | 1個        | |
| 1000BASE ‑LX10                                                                                                | 802.3ah-2004 （CL59）                | 服役中 | 光纖 1260 – 1360 nm                        | Local接頭                                                             | SFP               | OM1：0.55      | 2        | 1個        | 與-LX相同，但功率/靈敏度增加；通常在802.3ah之前簡稱為-LX或-LH                                               |
| 1000BASE ‑LX10                                                                                                | 802.3ah-2004 （CL59）                | 服役中 | 光纖 1260 – 1360 nm                        | Local接頭                                                             | SFP               | OM2：0.55      | 2        | 1個        | 與-LX相同，但功率/靈敏度增加；通常在802.3ah之前簡稱為-LX或-LH                                               |
| 1000BASE ‑LX10                                                                                                | 802.3ah-2004 （CL59）                | 服役中 | 光纖 1260 – 1360 nm                        | Local接頭                                                             | SFP               | OM3：0.55      | 2        | 1個        | 與-LX相同，但功率/靈敏度增加；通常在802.3ah之前簡稱為-LX或-LH                                               |
| 1000BASE ‑LX10                                                                                                | 802.3ah-2004 （CL59）                | 服役中 | 光纖 1260 – 1360 nm                        | Local接頭                                                             | SFP               | OSx：10        | 2        | 1個        | 與-LX相同，但功率/靈敏度增加；通常在802.3ah之前簡稱為-LX或-LH                                               |
| 1000BASE -BX10                                                                                                | 802.3ah-2004 （CL59）                | 服役中 | 光纖 TX：1260 – 1360 nm RX：1480 – 1500 nm | Local接頭                                                             | SFP               | OSx：10        | 1        | 1個        | 通常簡稱為-BX                                                                                               |
| 1000BASE ‑EX                                                                                                  | 專有（非IEEE）                       | 服役中 | 光纖 1310 nm                               | 用戶端接頭 Local接頭                                                  | SFPGBIC           | OSx：40        | 2        | 1個        | 特定供應商                                                                                                  |
| 1000BASE ‑ZX / ‑EZX                                                                                           | 專有（非IEEE）                       | 服役中 | 光纖 1550 nm                               | 用戶端接頭 Local接頭                                                  | SFPGBIC           | OSx：70        | 2        | 1個        | 特定供應商                                                                                                  |
| 1000BASE ‑RHx                                                                                                 | 802.3bv-2017 （CL115）               | 服役中 | 光纖 650 nm                                | FOT光電轉換器 （PMD / MDI）                                           | 不適用            | POF：≤0.05     | 1        | 1個        | 汽車，工業，家庭; 線路代碼：64b65b ×PAM16 線路速率：325 MBd變體：-RHA（50 m），-RHB（40 m），-RHC（15 m）。 |
| 1000BASE -PX                                                                                                  | 802.3ah-2004 802.3bk-2013 （ CL60 ） | 服役中 | 光纖 TX：1270 nm RX：1577 nm               | 用戶端接頭                                                            | SFPXFP            | OSx： 10 – 40  | 1        | 1個        | EPON ; FTTH ;使用點對多點拓撲                                                                               |
| 1000BASE ‑CWDM                                                                                                | ITU-T G.694.2                        | 服役中 | 光纖 1270-1610 nm                          | Local接頭                                                             | SFP               | OSx： 40 – 100 | 2        | 1個        | CWDM使得在2根光纖上具有多個並行通道能運行；光譜頻寬11 nm;具有18個並行通道                                   |
| 1000BASE ‑DWDM                                                                                                | ITU-T G.694.1                        | 服役中 | 光纖 1528-1565 nm                          | Local接頭                                                             | SFP               | OSx： 40 – 120 | 2        | 1個        | DWDM使得在2根光纖上具有多個並行通道能運行；光譜頻寬0.2 nm;具有45至160個並行通道                             |

## 铜缆

### 1000BASE-CX
1000BASE-CX 使用接口为 DE-9 或 8P8C（与 1000BASE-T 引脚不同）的双轴屏蔽铜缆传输数据，由于具有极高的传输速率和信号频率，所以传输的距离不长。

### 1000BASE-KX
1000BASE-KX 是工作在电气背板的 IEEE802.3ap 标准的一部分。该标准定义了背板的物理连接，一个Rx和每通道一个Tx差分对的1至4个通道，链路带宽从 100Mbit/s 到 10Gbit/s（从 100BASE-KX 到 10GBASE-KX4），变种的 1000BASE-KX 具有 1250Mbit/s 的传输速率。

### 1000BASE-T
1000BASE-T 也被称为 IEEE 802.3ab 是一个用于双绞线的千兆以太网标准。每个1000BASE-T 网段最大传输距离可达100米（328英尺），传输线要求为CAT-5以上，CAT-5e和CAT-6是建议使用的线缆类型。1000BASE-T 需要使用全部4对差分线对（即单根双绞线内的8根塑包铜线），其运行于 100BASE-TX 标准相同的125MHz上。
使用千兆比特速率传输数据前必须先通过自动协商来确定链路的连接速率，协商时一端为主（Master），另一端为副（Slave）。千兆设备通过双绞线的2个线对来协商。如果2个千兆设备只使用双绞线的2对线来连接，设备也将协商认定千兆比特速率为最大共同点（HCD），但链接将无法启用。大多数设备都有有特定的寄存器来诊断这种情况，有些设备驱动提供了一个“Ethernet@Wirespeed”（以太网连线速度）的选项，当出现这情况将采用较慢的连接速率。数据传输使用全部4对铜线，一次传输8位。首先，8位数据通过基于线性反馈移位寄存器的特别加扰过程被扩展成4个3位信号，类似于 100BASE-T2 的编码方法，但使用不同的参数。3个比特符号被映射到传输期间不断变化的电压电平。一个映射的例子：
| 信号 | 000 | 001 | 010 | 011 | 100 | 101 | 110 | 111 |
| 电平 | 0   | +1  | +2  | −1  | 0   | +1  | −2  | −1  |

自动翻转 MDI/MDI-X 为 1000BASE-T 标准的可选功能，这意味着直通双绞线通常可在所有千兆接口之间工作，而无须使用交叉电缆。这同时促进了对带有“上行（Uplink）/普通”端口或需要手动拨动开关选择模式的老式集线器和交换机的淘汰，并大大降低了安装错误的发生。

### 1000BASE-TX
1000Base-TX，它不是由IEEE制定的，而是由 TIA/EIA 于1995年发布，对应的标准号为 TIA/EIA-854。1000Base-TX 也是基于4对双绞线，采用快速以太网中与 100Base-TX 标准类似的传输机制，是以2对线发送和2对线接收。由于每对线缆本身不进行双向的传输，线缆之间的串扰就大大降低，同时其编码方式也是 8b/10b。这种技术对网络的接口要求比较低，降低了网络接口的成本。但由于降低了线缆的效率（2对线接收，2对线发送），想要达到 1000Mbit/s 的传输速率，要求带宽超过100MHz，也就是说在 CAT-5 和 CAT-5e 的系统中不能支持该类型的网络，必须使用 CAT-6 或 CAT-7 双绞线。

## 參看
- 乙太網路
- 2.5GBASE-T與5GBASE-T
- 10G乙太網
- 100G乙太網
- 1000G乙太網

## 腳註
1. ↑  .   [2013-03-11]. （原始内容存档于2019-06-09）.
2. ↑  . 益网.   [2024-11-14]. （原始内容存档于2024-11-09）.
3. ↑  . apple-history.com.   [2007-11-05]. （原始内容存档于2003-02-06）.
4. ↑  IEEE 802.3-2008 clause 39
5. ↑  IEEE 802.3-2008 Section 3 Table 38-2 p.109
6. ↑  IEEE 802.3-2008 Section 3 Table 38-6 p.111
7. ↑  IEEE 802.3-2008 Section 5 Table 59-4 p.102

## 外部連結
- Get IEEE 802.3（页面存档备份，存于）
- IEEE 802.3（页面存档备份，存于）
- IEEE and Gigabit Ethernet Alliance Announce Formal Ratification of gigabit Ethernet Over Copper Standard（页面存档备份，存于） - Announcement from IEEE 1999-06-28
- IEEE P802.3ab 1000BASE-T Task Force（页面存档备份，存于） （historical information）
- IEEE 802.3 CSMA/CD (ETHERNET)（页面存档备份，存于）
- 1000BASE-T Whitepaper from 10GEA